# Infern - Cant Divuitè

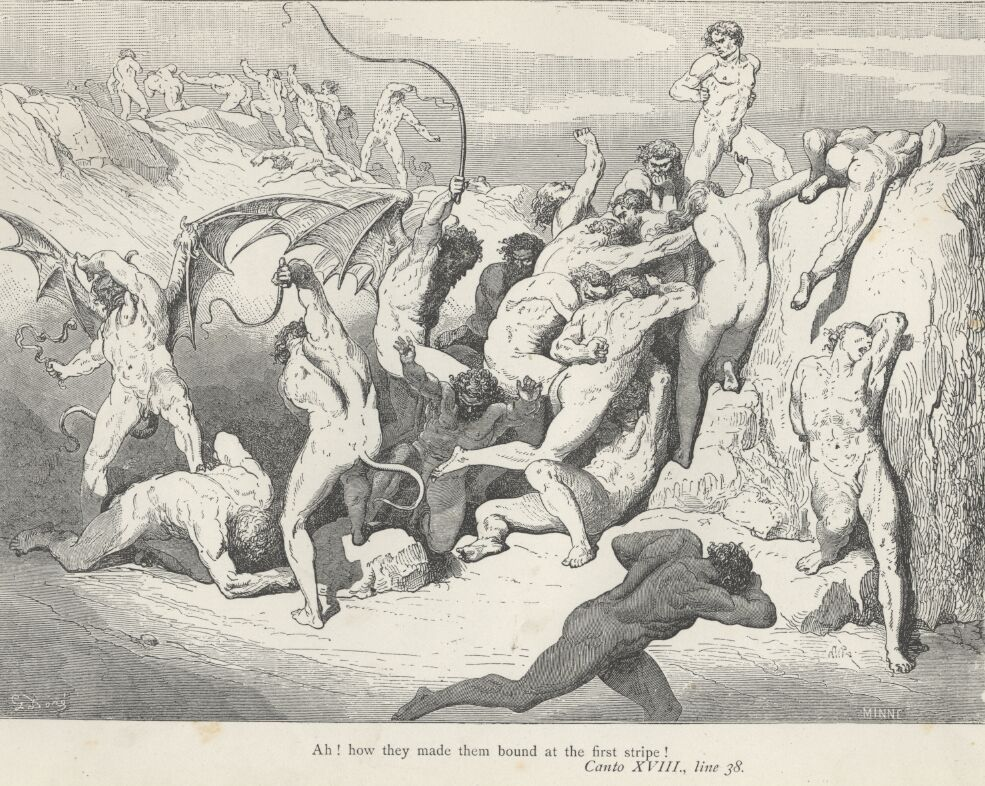
Els alcavots i els seductors, segons il·lustració de Gustave Doré

El divuitè cant de l'Infern de Dante Alighieri es desenvolupa en la primera i la segona fosses del vuitè cercle, en què són castigats els alcavots i els seductors en la primera i en la segona els aduladors; ens trobem al matí del 9 d'abril de 1300 (Dissabte Sant), o segons altres comentaristes el 26 de març de 1300.
Amb aquest cant comença la segona meitat dels cants de l'Infern. L'Infern es divideix en dues meitats de 17 cants, en cadascuna de les quals hi ha 13 categories de condemnats: dos números particularment sinistres i lligats a supersticions; en aquesta segona part es parla dels fraudulents (que se subdivideixen en enganyadors i traïdors), és a dir, aquells que utilitzen la intel·ligència i la raó per a obtenir fins malvats.
En aquest cant es descriu com és Malebolge (les Males Fosses). Parla dels alcavots, entre aquests es troba Venedico Caccianemico de Bolonya i dels seductors, entre els quals Jasó l'Argonauta. En la segona fossa, la dels aduladors, hi ha Alessio dels Interminelli de Lucca i la cortesana Tais.

## Anàlisi del cant

### Descripció de les Malebolge - vv. 1-21
"Dins de l'infern hi ha un lloc dit Malebolge,"
El Cant comença amb una descripció de Malebolge (les Males Fosses), un neologisme dantesc que originalment havia de sonar com a bossa (o sac) del mal. «Bolgia» era de fet sinònim de «bossa» i només després de la Divina Comèdia va començar a significar un lloc ple de gent turbulenta i sorollosa, per translació del caràcter d'aquests deu fossats del Vuitè Cercle.

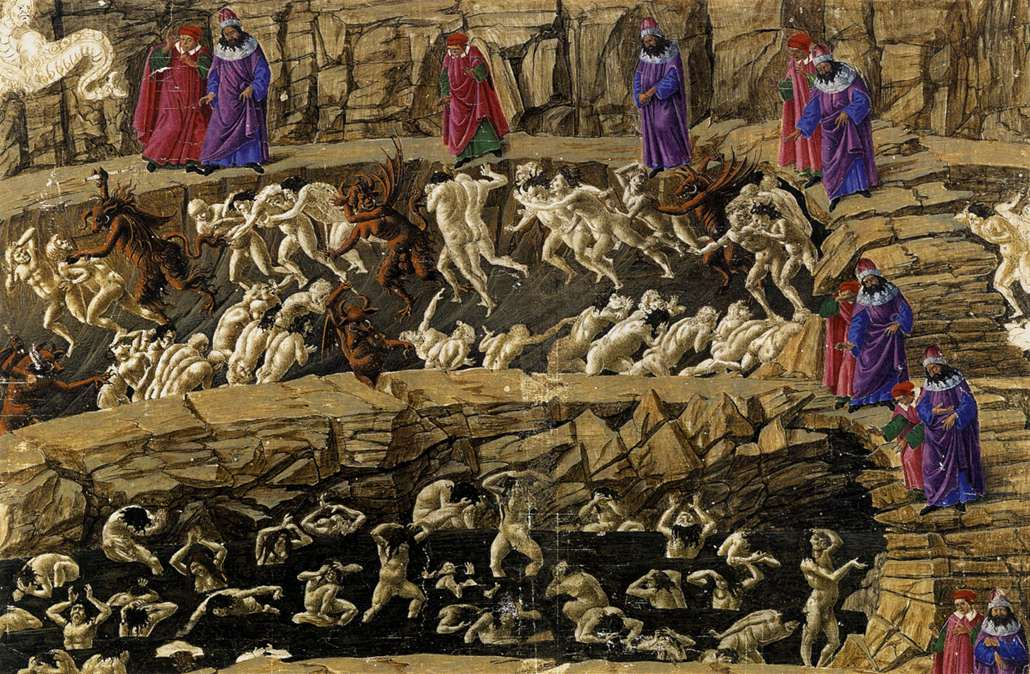
El cant divuité il·lustrat per Sandro Botticelli.
"Dins de l'infern hi ha un lloc dit Malebolge,» (v.1)

Dante comença a parlar d'aquest lloc amb un reconeixement descriptiu i topogràfic precís: les «Malebolge"(Males Fosses) són de pedra «color de ferro» això és de color gris fosc, com la roca de l'abisme que ells acaben de baixar a l'esquena de Gerió; tenen forma circular i al centre de totes es troba un pou circular «molt ample i molt profund», del qual Dante ens diu que en parlarà «en el seu moment"; aquests fossats s'assemblen en tots els aspectes als dels castells, inclús pels ponts que els travessen i que tallen «els marges i les fosses fins al pou, on acaben i s'uneixen."
Dante i Virgili llavors comencen el viatge pel lloc descrit anteriorment, girant, com gairebé sempre a l'infern, vers l'esquerra.

### Alcavots i seductors - vv. 22-39
Mirant cap a la dreta Dante pot veure ja els primers condemnats del vuitè cercle:
«A mà dreta, vaig veure noves penes,

nous suplicis, i nous fuetejadors,

que omplien tot aquell primer fossat.»(vv. 22-24)
Els condemnats estan nus (condició que Dante repeteix només quan vol remarcar-ne  la misèria) i es troben al fons del fossat. Es mouen en dues files, una que flueix cap a Dante al llarg del perímetre exterior i una que gira arran de la paret interior de la fossa i caminant en la mateixa direcció que els poetes però més de pressa, cosa que li fa recordar a Dante els pelegrins que pel Nadal de 1299 pel Jubileu del 1300 (el mateix any del viatge imaginari a l'inframon), caminaven en dues files sobre el Pont de Sant Angelo per arribar o sortir de la basílica de Sant Pere, d'una banda caminant cap al castell de Sant Angelo, i de l'altre vers «la muntanya», és a dir, cap a la ciutat (no és clar a quina muntanya o turó Dante volia referir-se aquí; és probable que es tractés d'aquell monticle format per antigues ruïnes anomenat després Monte Giordano, sobre el qual avui hi ha el Palazzo Taverna i on encara consten els noms de Via del Monte Giordano i Vicolo del Montonaccio). Aquests versos indiquen per a alguns que serien la prova de la participació d'Alighieri al Jubileu, però això no és unànimement acceptat per manca d'informació.

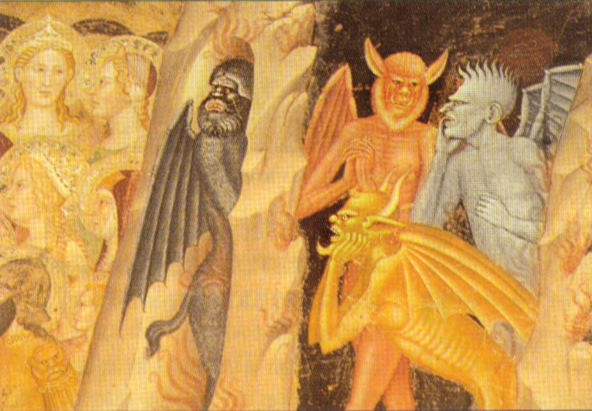
Diables medievals, Andrea di Bonaiuto, detall dels frescos de la Capella dels Españols, Santa Maria Novella, Florència.

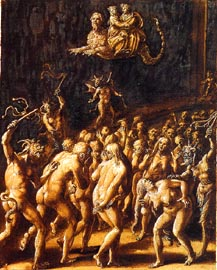
Alcavots i seductors, il·lustració de Giovanni Stradano (1587)

Sobre les roques al voltant de la fossa Dante veu dimonis banyuts que amb llargs fuets  colpegen els condemnats a les natges, amb una pena que és més humiliant que dolorosa i que recorda les penes insultants que en l'edat mitjana s'infligien a alguns reus. Podria ser que Dante l'hagués recuperat de la tradició d'algun estatut municipal que ell coneixia.
Fins i tot la visió dels dimonis, estàtics i no amenaçant, és típicament medieval i recorda les figures que es podien veure als frescos de les basíliques.
Dante fa èmfasi en què les fuetades feien escapar amb les cames aixecades els condemnats («feien que alçaren els talons») i que cap d'ells s'aturés a esperar la segona o la tercera fuetada.

### Venedico Caccianemico - vv. 40-66
Entre aquesta xusma Dante creu reconèixer un condemnat entre els que venen ce cara cap a on ell és ara, a la vora del fossat en l'acte de començar a creuar el pont. El poeta s'atura i Virgili també, llavors Dante es retira una mica per distingir millor de qui es tracta. El condemnat s'adona què és el centre d'atenció i amaga la cara, abaixant la vista vergonyosament. Aquest tema, el de la vergonya de trobar-se en tal lloc és un dels sentiments més destacats a les Malebolge.
Dante, però, no es dona per vençut, fins i tot crida el condemnat assenyalant-lo clarament pel seu nom i cognom, Venedico Caccianemico i li pregunta què fa en aquest lloc de turment («Però, què et porta a salses tan picants?», potser fent-se ressò d'un vall de Bolonya anomenada «le Salse» que eren fosses comunes per a criminals que no eren dignes de sepultura en terra consagrada). Aquest Venedico és un personatge molt important, entre els més importants ciutadans de Bolonya en els temps de Dante (morirà el 1303, Dante, en realitat escriu el poema entre 1305- 1306 i, per tant, possiblement coneixia la seva mort) i la seva invectiva va ser molt valenta cap a un personatge tan destacat.
El condemnat respon «ben a disgust», però no pot negar-s'hi a escoltar la veu del que l'ha reconegut. Declara, que havia fet prostituir la seva germana Ghisolabella als desitjos del marquès Obizzo II d'Este o, menys probablement, als del seu fill Azzo VIII d'Este. D'aquesta manera, ens assabentem que en aquest fossat, són castigats els alcavots. A més Venedico diu que allí no és l'únic bolonyès, de fet hi ha més bolonyesos en aquell lloc de l'infern, que de vius entre el Savena i el Reno, els dos rius que circumden Bolonya. Per indicar els seus conciutadans, el condemnat utilitza una paràfrasi lingüística, anomenant-los com aquella gent que diu «sipa» («scipa») en lloc de «sí». Finalment rebla el clau dient que si no se'l volia creure, només li calia pensar en l'avarícia del cor dels bolonyesos.
La gravetat de les acusacions contra Bolonya és particularment forta si hom pensa que Dante va escriure l'Infern mentre es trobava a l'exili i també que va ser convidat per la ciutat emiliana per rebre la coronació de llorer de màxim poeta, però va declinar la invitació, possiblement pel fet de sentir el desagradable que podia ser la seva presència a Bolonya.
L'escena és acabada per un dimoni, que augmenta encara més la quantitat de càrrecs contra Venedico, fuetejant-lo i cridant-li: «Fes via rufià, que ací no hi ha dones per vendre» és a dir, no hi ha dones per enganyar, per prostituir.
Jasó - vv. 67-99
Dante continua caminant i puja al pont amb Virgili; quan són al centre («allà on la roca es buida per baix» és a dir on passa sobre el buit), Virgili li proposa de girar-se per veure la segona fila de condemnats, que camina en sentit contrari i que ara estan de cara cap a ells. En aquella fila de condemnats el mestre n'assenyala un de gran (en alçada o coratge?) que ve cap a ells i que manté un aspecte de rei sense plorar, malgrat el dolor agut de les fuetades. És Jasó, l'heroi de la recuperació del Velló d'or (pres a la Còlquida, com diu Virgili) en l'expedició dels Argonautes.
El poeta llatí descriu, assenyalant alguns passatges del que va explicar Ovidi en les Metamorfosis, de com Jasó va passar per Lemnos, on les dones havien matat a tots els homes; allí va enganyar Hipsípile seduint-la (a ella que ja havia enganyat a les altres dones aconseguint salvar el seu pare, l'únic home que sobreviu a l'illa) i l'abandonà embarassada; per aquesta culpa és condemnat a aquest martiri, que fa a més revenja per Medea, també seduïda i abandonada per Jasó: «L'abandonà allí, gràvida i soleta: / i tal culpa el condemna a tal martiri; / i també es fa venjança de Medea.» (vv. 94-96)
En aquesta segona part de la fossa doncs, són castigats els seductors, i Virgili acaba (clou el discurs) bruscament dient que amb això n'hi ha prou per tractar d'aquells que són «mossegats» (com si parlés d'una boca gegantina) en la primera fossa.

### Aduladors i llagoters: Alessio Interminelli - vv. 100-126
En aquest cant la narració avança ràpidament i els dos poetes ja entren al següent fossat. Aquí d'entrada Dante comença a canviar el registre del llenguatge, abaixant-lo al nivell del dialecte popular més baix, amb rimes creades per dobles consonants tancades per vocals, com -uffa, -icchia, -osso, -utti,-ucca; sons aspres, al·literacions i  opcions de paraules de dues síl·labes i amb freqüència «vulgars» en el sentit pejoratiu (merdosa, puta). La poesia en aquest cant, de vegades criticada i minimitzada al segle xix (Ottocento), arriba a pics de vitalitat i plasticitat que avui gaudeixen d'un crèdit considerable en la crítica.

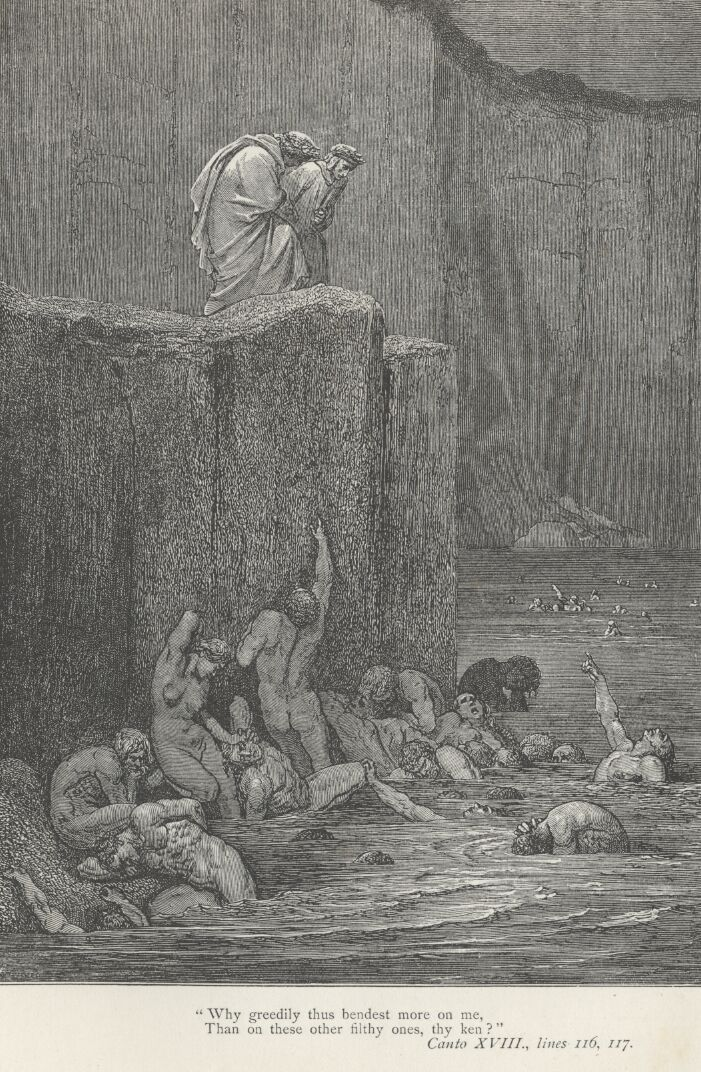
Els aduladors, il·lustració de Gustave Doré
"Per què t'agrada tant / mirar-me a mi més que no als altres bruts?"(vv.118-119)

Dante després de tot, «batejant"(posant nom) la llengua vulgar italiana en la primera gran obra escrita en aquest idioma, volia explorar, i ho aconseguí amb èxit durador, totes les possibilitats de les seves aplicacions, des del llenguatge més baix i vulgar a les descripcions dels temes més elevats angèlics i teològics del Paradís: Ja ens hem trobat moments on modifica la tria de les paraules, la sintaxi i l'estil segons el personatge amb el qual dialoga, com en els episodis de Pier della Vigna i Brunetto Latini. A més en aquest cant Dante explora el llenguatge i l'estil còmic (per dir-ho d'alguna manera), amb situacions que semblen una transposició  directa de la llengua parlada a l'escrita.
A la segona fossa comença a descriure els condemnats que es lamenten («gent que gemega»), s'encongeixen, que «bufen amb el morro», i es colpegen amb les pròpies mans. Les parets del fossat estan cobertes de verdet pels vapors que pujant des del fons s'hi apeguen («l'alè apegalós que ve de baix»), on és tan fosc que Dante ha de pujar al més alt del pont, per veure alguna cosa. Només llavors distingeix la gent immersa en el fem; un fem que semblava venir de totes les latrines del món («privadi» és un francesisme per indicar les latrines).
Dante fixa la vista, i en veu un que té el cap «tan carregat de merda» que ni tan sols es podia saber com era el cabell, si era normal com de laic o amb tonsura de religiós. I el condemnat se li gira insolentment: «Per què t'agrada tant / mirar-me a mi més que no als altres bruts?» (vv. 118-119); al qual Dante respon que el mira fixament: «Perquè, si bé recorde / et coneguí amb els cabells eixuts, / i tu ets Alessio Interminei, de Lucca» (vv. 120-122).
De nou aquí, un condemnat és descrit amb to infamant i amb menció completa del nom, perquè no en quedin dubtes. El condemnat, diu només que ell és allí per causa de tota l'adulació que va dir i fer en vida, de la qual «mai no se'm cansà la llengua». Ara veiem que ens trobem a la fossa dels aduladors. Aquí també es veu el contrapàs, encara que en aquest cas la pena sigui important en el sentit de ser més infamant i no un càstig dolorós. Només cal pensar com avui en dia als aduladors se'ls anomena «llepaculs» per entendre la possible connexió amb els excrements.

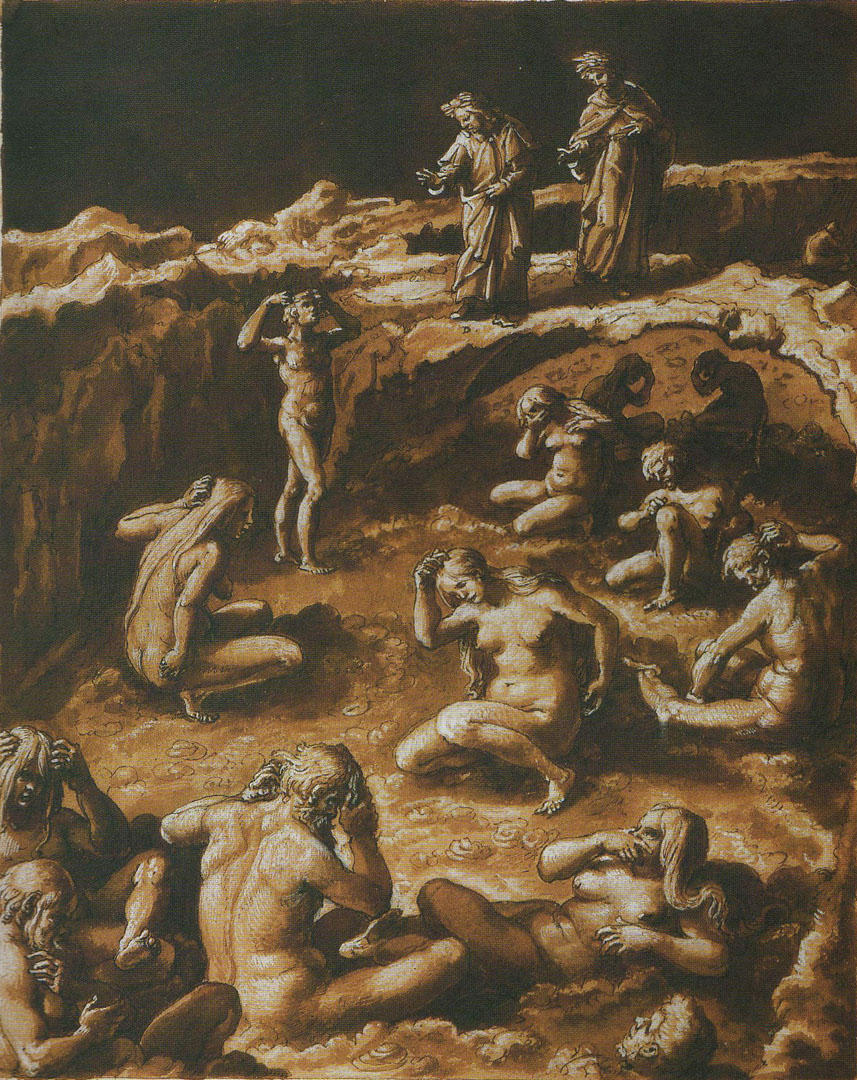
Els aduladors, il·lustració de Giovanni Stradano (1587)
"aquella porca meuca escabellada» (v. 130)

Curiosament, la jerarquia dels pecats que són cada vegada més greus a mesura que  Dante s'apropa al centre de l'infern és aquí lluny dels nostres cànons moderns: un adulador seria més culpable per exemple que un assassí o un tirà segons la lògica de Dante. A les Malebolge, en particular, aquesta regla de la gravetat dels pecats serà contradita (refutada) pel mateix Dante (per exemple, posarà els odiats simoníacs molt abans que altres pecadors comuns, com ara els estafadors o els falsificadors, per això alguns comentaristes han qüestionat que aquesta regla no és seguida perquè les Malebolge es trobaria substancialment en un mateix pla o quasi, de manera que tots els condemnats s'hauria de considerar que estan a un nivell similar).

### Tais - vv. 127-136
Finalment, en la ràpida successió de condemnats d'aquest cant, Virgili crida l'atenció de Dante cap a una condemnada «porca» i «escabellada», que «s'arrapa amb ungles ben merdoses.» i que «s'ajup i torna a posar-se dreta» contínuament sense trobar la pau. És Tais, la «puta» que quan el seu amant li va preguntar si li agradava, ella li va respondre «Sí i fascinant», excedint-se en l'adulació.

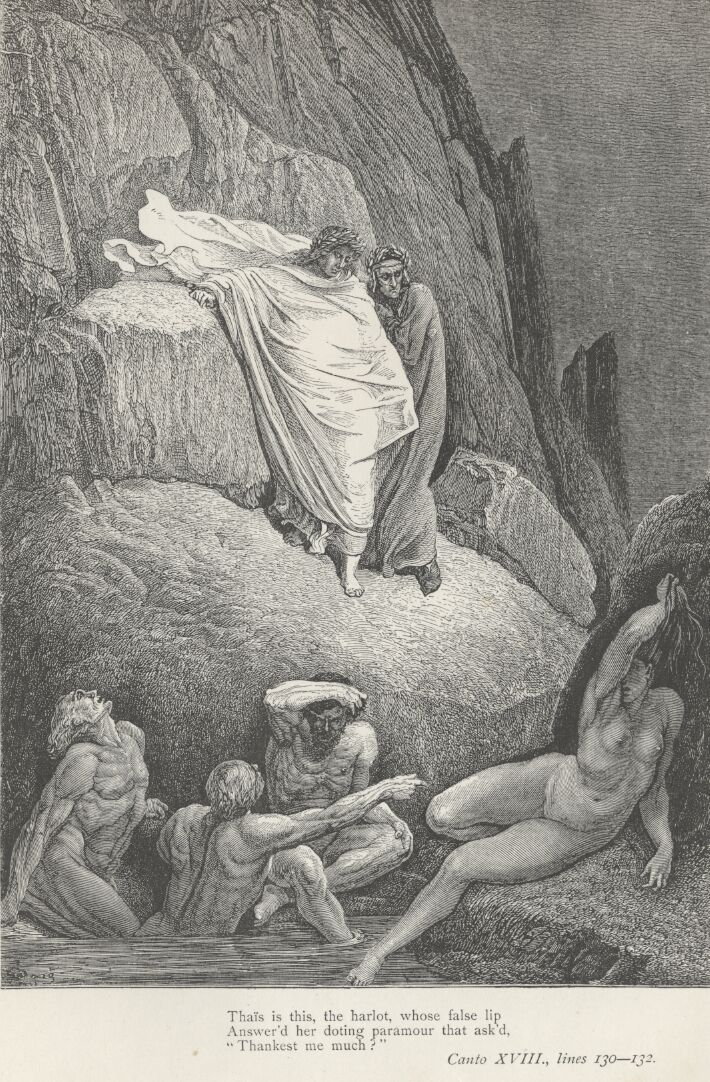
Tais, il·lustració de Gustave Doré

Sobre el personatge, s'han de fer algunes consideracions. La primera (principal) és que, és la primera dona pecadora que es troba a l'infern després de Francesca de Rimini, que havíem trobat en el segon cercle el dels luxuriosos (Inf. Cant Cinquè), on també hi havia alguns personatges femenins. Ella és l'única prostituta citada en l'Infern i a més és significatiu que no sigui castigada per luxúria sinó per adulació. En segon lloc Dante posa en boca de la dona, paraules que no són seves. Tais és de fet un personatge literari d'una comèdia: l'Eunucus de Terenci, la qual envia al seu servidor Gnató al seu amant Trasó; i aquest demana al alcavot, i no a Tais, si li agradava a la dona, rebent com a resposta «ingentes», és a dir «moltíssim», per tant en qualsevol cas l'adulador hauria estat Gnató. L'equívoc, es deu al fet que Dante va llegir la història esquematitzada per Ciceró en un passatge de «De amicitia», confonent un nominatiu amb un vocatiu i atribuint la frase a Tais mateixa. Ciceró mateix va utilitzar el passatge per indicar un exemple clar d'adulació (segons ell n'hi hauria hagut prou amb un «sí» com a resposta en lloc del desproporcionat «moltíssim») i Dante reprodueix la cita paraula per paraula.
Malgrat tot, aquest error ens ha permès aclarir alguns elements respecte a la biblioteca de Dante.
El cant es tanca amb Virgili, que menyspreador diu «D'això, n'hem vist massa i tot, per ací.», una variant de la sentència: «Però no parlem d'ells, mira'ls i passa» («non ragioniam di lor, ma guarda e passa»).

## Recitat del Cant Divuitè a la xarxa
- Vittorio Gassman: https://www.youtube.com/watch?v=QTJvOr0N_RY&t=249s
- Lectura i comentari de Vittorio Sermonti: https://www.youtube.com/watch?v=tgPhLLd-_NQ&t=1117s
- Roberto Benigni: https://www.youtube.com/watch?v=VrcK6KAiiQ8
- Giorgio Albertazzi: https://www.youtube.com/watch?v=O9MehiEsNhU&t=90s
- Paràfrasi i imatges animades: https://www.youtube.com/watch?v=x4EWTWdpuo4